# Proganochelys
Proganochelys is een monotypisch geslacht van uitgestorven schildpadden die leefden in het Laat-Trias van het huidige Duitsland en Thailand.

## Beschrijving
De enige soort Proganochelys ruchae is met een leeftijd van 210 miljoen jaar de op een na oudst bekende primitieve landschildpad. De oudst bekende schildpad is Odontochelys. Het dier bezat al vele kenmerken van de huidige schildpadden zoals het ontbreken van tanden. De enige tanden stonden op het verhemelte. Deze schildpad had een kort en breed lichaam.
De ruggengraat bevatte slechts 10 verlengde wervels, terwijl de nek er 8 telde. De ruggengraat was, op die van de kikkers na, de kortste van alle vertebraten. Op kop en nek bevonden zich benige knobbels, terwijl de nek nog werd gesierd door naar achteren staande stekels.

## Bescherming
Het koepelvormige rugpantser (carapax) en de vlakke beenschilden (plastron) op de buik moesten het dier beschermen tegen vijanden. Het met het lichaam vergroeide en met hoorn bedekte pantser bevatte circa 60 schildjes van diverse afmetingen, met langs de randen diverse, iets uitstekende schildjes, die een extra bescherming boden aan de poten. Het dier kon de kop en poten echter niet onder het beschermende pantser terugtrekken, zoals de huidige schildpadden.

## Leefwijze
Proganochelys graasde met zijn tandeloze bek in laaggroeiende vegetaties.